# Scoterpes copei
Scoterpes copei är en mångfotingart som först beskrevs av Alpheus Spring Packard 1881.  Scoterpes copei ingår i släktet Scoterpes och familjen Trichopetalidae. Inga underarter finns listade i Catalogue of Life.